# Xifidriídeos
Xifidriídeos (Xiphydriidae) é uma família de vespas-da-madeira basais ("Symphyta"), dos insetos da ordem Hymenoptera. Conta atualmente com cerca de 150 espécies espalhadas pelo mundo, constantes de cerca de 10 gêneros em duas subfamílias. São vespas relativamente grandes (4 a 25 mm, mais normalmente entre 8 e 15 mm), que apresentam o torax e abdômen parcialmente avermelhado, o restante sendo marrons ou pretas, as asas podendo ser transparentes, escuras ou manchadas de preto. São vespas mais comumente encontradas nas áreas sombreadas de matas, sobre a folhagem. 
Destacam-se de outras vespas da ordem por apresentarem um pescoço longo e fino, contrastando com a cabeça arredondada.
Como todos insetos himenópteros, Xiphydriidae passa por um desenvolvimento com metamorfose completa (Endopterygota). Como demais vespas basais da ordem (informalmente agrupadas em "Symphyta"), suas larvas são fitófagas, alimentando-se de plantas. Na maioria das espécies, as larvas brocam a madeira de árvores mortas ou ramos de uma variedade de outras árvores. 
Por conta destes hábitos de vida, não são particularmente consideradas danosas, por apenas alimentarem-se de plantas mortas ou moribundas. Mas algumas espécies podem causar danos estruturais em casas de madeira. Alguns Xiphydriidae podem ser hospedeiros de parasitoides Aulacidae, que atacam suas larvas maduras.
No Brasil, há registro de apenas uma espécie, atacando araucárias Araucaria augustifolia, sendo o único registro seguro de uma vespa desta família alimentando-se de coníferas. Trata-se de Derecyrta araucariae. 

## Morfologia

### Cabeça
A cabeça é bastante esférica e brilhosa acima dos olhos, destacando-se. A maioria dos Xiphydriidae apresentam antenas finas, filiformes, com segmentos variando em número de 14 a 25. O formato dos palpos maxilar e labial varia de acordo com a espécie. Atrás da cabeça, há uma marge de carena occipital. 

### Tórax
O pronoto é afilado na porção mediana, marcando uma separação completa do da lateral do escudo do mesoescutelo. Partes do tórax bastante lisas e brilhosas, destacando-se. Nas asas, a veia transversal 2r pode estar presente ou ausente. Tíbias posteriores com ou sem espinhos pré-apicais, mas com um ou dois espinhos apicais.

### Abdômen
Porção posterior abdominal, mais pedunculada, pode destacar-se por uma coloração vermelha, ou amarelada.

## Gêneros
São conhecidos os seguintes 29 gêneros na família Xiphydriidae:
- Alloxiphia Wei, 2002
- Austrocyrta Riek, 1955
- Austroxiphyda Jennings, Macdonald, Schiff & Parslow, 2021
- Brachyxiphus Philippi, 1871
- Calexiphyda Smith, 2008
- Carinoxiphia Wei, 1999
- Derecyrta Smith, 1860
- Eoxiphia Maa, 1949
- Euxiphydria Semenov-Tian-Shanskii & Gussakovskii, 1935
- Genaxiphia Maa, 1949
- Gryponeura Benson, 1954
- Heteroxiphia Saini & Singh, 1987
- Hyperxiphia Maa, 1949
- Indoxiphia Maa, 1949
- Lataxiphyda Smith, 2008
- Lissoxiphyda Smith, 2008
- Megaxiphia Wei, 1999
- Moaxiphia Maa, 1949
- Obesaxiphyda Smith, 2008
- Platyxiphydria Takeuchi, 1938
- Rhysacephala Benson, 1954
- Steirocephala Benson, 1954
- Trixiphidia Wei, 1999
- Xiphidiaphora Benson, 1954
- Xiphydria Latreille, 1802
- Xiphydriola Semenov-Tian-Shanskii, 1921
- Yangixiphia Wei, 2002
- † Paraxiphydria Gao et al., 2022 âmbar Burmese, Myanmar Cretaceous Albian-Cenomanian.